# Premiul Nobel

Medalia Nobel

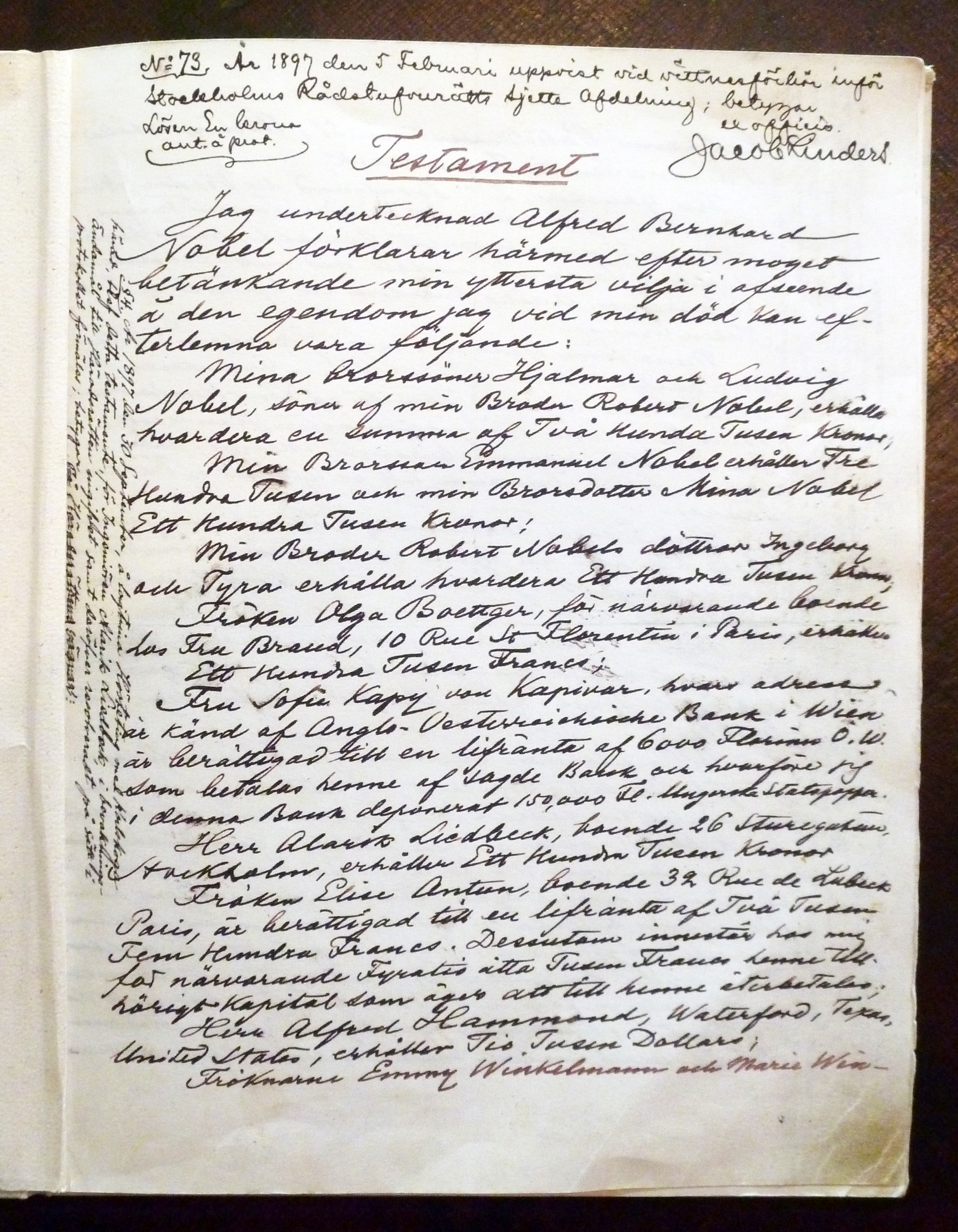
Prima pagină din testamentul lui Alfred Nobel

Premiile Nobel (în limba suedeză, „Nobel” se pronunță [no-bel], deci accentuat pe a doua silabă) au fost create de omul de afaceri suedez Alfred Nobel (1833 - 1896), inventatorul dinamitei (1867), care, prin testamentul său, a întemeiat o fundație cu scopul ca veniturile imensei sale averi să fie oferite în fiecare an "sub formă de premii celor care, în anul precedent, au adus cele mai mari servicii umanității".
Premiile Nobel sunt decernate de instituțiile:
- Academia Regală de Știință din Suedia: 
  - Premiul Nobel pentru Fizică
  - Premiul Nobel pentru Chimie
  - Premiul Nobel pentru Economie
- Institutul Karolinska[1] din Stockholm - Premiul Nobel pentru Fiziologie sau Medicină
- Academia Suedeză - Premiul Nobel pentru Literatură
- Un comitet alcătuit din 5 persoane alese de Parlamentul Norvegiei - Premiul Nobel Pentru Pace

Primele premii Nobel au fost acordate la 10 decembrie 1901, după moartea creatorului lor. Ele constau din: o medalie, o diplomă și o sumă, care la început a fost în valoare de 40.000 dolari SUA, iar apoi a crescut la 10.000.000 coroane suedeze (SEK). În iunie 2012 Fundația Nobel a decis să reducă suma de bani la 8 milioane SEK.